# SN 2005hc
SN 2005hc – supernowa typu Ia odkryta 12 października 2005 roku w galaktyce M+00-06-03. W momencie odkrycia miała maksymalną jasność 18,50m.